# Буден, Борис
Борис Буден (р. в 1958 г. Гарешница, Хорватия) — хорватский и австрийский левый мыслитель, философ, писатель, переводчик, теоретик перевода.

## Жизнь
Изучал философию в Загребе, получил докторскую степень в университете имени Гумбольдта в Берлине в области культурных исследований. С 1984 года работал независимым журналистом, переводчиком и публицистом. В 1990 году он переехал в Вену и получил австрийское гражданство. В девяностые годы работал журналистом и редактором независимого журнала Arkzin в Загребе. Начиная с 2003 года живет в Берлине. В настоящее время публикует статьи по философии, культурологии, социальной критики. Участник Института прогрессивной культурной политики (Вена).